# 大阪市立野里小学校
大阪市立野里小学校（おおさかしりつ のざとしょうがっこう）は、大阪府大阪市西淀川区にある公立小学校。
1920年に西成郡香簑第二尋常小学校として、香簑尋常高等小学校（同日香簑第一尋常高等小学校と改称、現在の大阪市立香簑小学校）から分離開校した。

## 沿革
学校所在地周辺は明治時代初期まで西成郡野里村（1889年の町村制実施により周辺村と合併し西成郡歌島村大字野里）となっていた。学制発布を受けて野里村には1874年2月、西成郡第五区第六番小学校（野里小学校）が野里村多聞寺に設置された。
しかしこの時の野里小学校は程なく、御幣島村（町村制実施により歌島村）の田簑小学校（のち香簑尋常高等小学校、現在の大阪市立香簑小学校）へ統合されて廃止された。
大正時代に入り地域が住宅地や工業地帯へと変化していったことで児童が増加したため、1916年には野里に香蓑尋常高等小学校の分校が設置された。
分校を基盤とする形で香蓑尋常高等小学校の通学区域から大字野里を分離し、1920年に西成郡香簑第二尋常小学校が開校。なお香蓑第二校の開校に伴い従来の香蓑校は香蓑第一校へ改称している。
開校当初は現在の住吉神社北西（現在地よりやや南東）に位置したが1928年に現在地に移転している。
歌島村は1925年に大阪市に編入された。編入と同時に高等科を併設し大阪市野里尋常高等小学校へと改称した。1941年には国民学校令の実施により大阪市野里国民学校と称した。
昭和時代初期には野里と姫島にまたがる一帯について、「姫ノ里」（現在の姫里）として区画整理事業が実施された。区画整理事業で宅地化したことで野里・姫島両校の児童が増加したことや、姫ノ里地域とは阪神国道（現在の国道2号）で隔てられたことで登下校時の交通面での不安が指摘され、1943年には野里・姫島両校の校区を再編し、姫ノ里地域を校区とする大阪市姫里国民学校が開校した。姫里校の開校に伴い従来の校区のうち阪神国道以西を姫里校の校区に変更している。
太平洋戦争に伴い大阪市の国民学校では1944年以降、初等科児童の学童集団疎開が実施されることになった。疎開先の府県は各行政区ごとに割り当てられ、西淀川区の国民学校では徳島県および香川県へ疎開することになった。野里国民学校では徳島県板野郡住吉村・藍園村（以上、現在の藍住町）、応神村（現在の徳島市）への疎開を実施した。
1947年の学制改革により大阪市立野里小学校となった。1950年代には戦災復興やベビーブームの影響で児童数が増加し二部授業を実施していた。学校過密化を解消するため1960年に歌島町に分校を設置した。分校は1965年に大阪市立歌島小学校として独立、従来の校区のうち淀川北岸線（淀川通）以北を歌島小学校の校区に変更している。

### 年表
- 1915年 - 香蓑尋常高等小学校の分教場を設置。
- 1920年4月 - 西成郡香簑第二尋常小学校として開校。
- 1925年4月1日 - 大阪市への編入に伴い、大阪市野里尋常小学校に改称。
- 1928年 - 現在地に移転。
- 1941年4月1日 - 国民学校令に伴い、大阪市野里国民学校となる。
- 1943年4月1日 - 校区の一部を、新設の大阪市姫里国民学校に分離。
- 1944年 - 徳島県板野郡に学童疎開。
- 1947年4月1日 - 学制改革により　大阪市立野里小学校と改称。
- 1960年 - 歌島町に分校を設置。
- 1965年4月1日 - 分校が大阪市立歌島小学校として独立。

## 通学区域
- 大阪市西淀川区 野里1丁目（大半）、野里2丁目・3丁目、花川2丁目（一部）。

卒業生は大阪市立歌島中学校に進学する。

## 交通
- JR東西線 御幣島駅 東へ約700m。
- 東海道本線（JR神戸線） 塚本駅 西へ約850m。
- 阪神本線 姫島駅 北東へ約1.1km。
- 大阪シティバス 歌島3丁目バス停。